# 偉鱷獸屬
偉鱷獸屬（學名：Titanosuchus）意為“巨型鱷魚”，屬於獸孔目恐頭獸亞目，但並非鱷魚，生存於二疊紀中期的南非。偉鱷獸的身長估計可達2.5公尺。
偉鱷獸與姜氏獸、麝足獸是近親，牠們都生存於晚二疊紀的南非，約2億6500萬年前。偉鱷獸是肉食性動物，牠們可能以姜氏獸、麝足獸、以及其他脊椎動物為食。偉鱷獸有銳利的門齒以及犬齒，相當適合咬獵物。
巨型獸的體型相當於偉鱷獸，也是肉食性恐頭獸類，但生存於俄羅斯。偉鱷獸與始巨鱷雖然都是獸孔目，但其實關係很遠。